# Diocesi di Gibuti
La diocesi di Gibuti (in latino Dioecesis Gibutensis) è una sede della Chiesa cattolica a Gibuti immediatamente soggetta alla Santa Sede. Nel 2021 contava 5.262 battezzati su 919.200 abitanti. È retta dal vescovo Jamal Boulos Sleiman Daibes.

## Territorio
La diocesi comprende lo stato di Gibuti.
Sede vescovile è la città omonima, dove si trova la cattedrale di Nostra Signora del Buon Pastore.
Il territorio è suddiviso in 5 parrocchie.

## Storia
La prefettura apostolica di Gibuti fu eretta il 28 aprile 1914 con il decreto Ne adversis della Congregazione di Propaganda Fide, ricavandone il territorio dal vicariato apostolico dei Galla (oggi vicariato apostolico di Harar).
Il 13 febbraio 1925 la prefettura apostolica incorporò un'altra porzione di territorio dal medesimo vicariato apostolico dei Galla in forza del breve Ex hac divi di papa Pio XI.
Il 25 marzo 1937 i confini della prefettura apostolica furono limitati alla Somalia francese in forza della bolla Quo in Praefectura dello stesso papa Pio XI. 
Il 14 settembre 1955 la prefettura apostolica è stata elevata a diocesi con la bolla Dum tantis di papa Pio XII.
Dal 2001 il vescovo di Gibuti è anche amministratore apostolico sede vacante della diocesi di Mogadiscio, in Somalia.
I vescovi di Gibuti sono membri di diritto della Conferenza dei vescovi latini nelle regioni arabe.

## Cronotassi dei vescovi
Si omettono i periodi di sede vacante non superiori ai 2 anni o non storicamente accertati.
- Pascal de Bagnères-de-Luchon (Louis Lombard),[1] O.F.M.Cap. † (29 aprile 1914[2] - 1923 dimesso)
  - Sede vacante (1923-1937)
- Marcellien de La Guerche (François Lucas),[1] O.F.M.Cap. † (22 ottobre 1937 - 1945 dimesso)
- Henri-Bernardin Hoffmann, O.F.M.Cap. † (28 settembre 1945 - 21 marzo 1979 deceduto)
- Michel-Joseph-Gérard Gagnon, M.Afr. † (28 marzo 1980 - 3 luglio 1987 dimesso)
  - Sede vacante (1987-1992)
- Georges Marcel Émile Nicolas Perron, O.F.M.Cap. † (21 novembre 1992 - 13 marzo 2001 ritirato)[3]
- Giorgio Bertin, O.F.M. (13 marzo 2001 - 13 gennaio 2024 ritirato)
- Jamal Boulos Sleiman Daibes, dal 13 gennaio 2024

## Statistiche
La diocesi nel 2021 su una popolazione di 919.200 persone contava 5.262 battezzati, corrispondenti allo 0,6% del totale.
| anno | popolazione | popolazione | popolazione | presbiteri | presbiteri | presbiteri | presbiteri                | diaconi | religiosi | religiosi | parrocchie |
| anno | battezzati  | totale      | %           | numero     | secolari   | regolari   | battezzati per presbitero | diaconi | uomini    | donne     | parrocchie |
| ---- | ----------- | ----------- | ----------- | ---------- | ---------- | ---------- | ------------------------- | ------- | --------- | --------- | ---------- |
| 1950 | 2.500       | 80.000      | 3,1         | 6          |            | 6          | 416                       |         |           | 15        | 1          |
| 1970 | 10.000      | 150.000     | 6,7         | 13         | 2          | 11         | 769                       |         | 15        | 35        | 9          |
| 1980 | 12.400      | 118.000     | 10,5        | 6          | 1          | 5          | 2.066                     | 1       | 13        | 23        | 6          |
| 1990 | 8.000       | 420.000     | 1,9         | 6          |            | 6          | 1.333                     |         | 14        | 28        | 6          |
| 1999 | 7.000       | 525.000     | 1,3         | 6          | 1          | 5          | 1.166                     |         | 12        | 18        | 5          |
| 2000 | 7.000       | 550.000     | 1,3         | 4          | 1          | 3          | 1.750                     |         | 8         | 19        | 5          |
| 2001 | 7.000       | 557.000     | 1,3         | 6          | 2          | 4          | 1.166                     |         | 9         | 19        | 5          |
| 2002 | 7.000       | 557.000     | 1,3         | 6          | 3          | 3          | 1.166                     |         | 8         | 24        | 6          |
| 2003 | 7.000       | 557.000     | 1,3         | 3          | 2          | 1          | 2.333                     |         | 5         | 21        | 6          |
| 2004 | 7.000       | 557.000     | 1,3         | 7          | 2          | 5          | 1.000                     |         | 9         | 19        | 6          |
| 2006 | 7.000       | 747.000     | 0,9         | 6          | 3          | 3          | 1.166                     |         | 11        | 23        | 5          |
| 2007 | 7.000       | 747.000     | 0,9         | 3          | 1          | 2          | 2.333                     |         | 7         | 23        | 5          |
| 2013 | 5.000       | 850.000     | 0,6         | 3          | 1          | 2          | 1.666                     |         | 2         | 28        | 5          |
| 2016 | 5.000       | 872.932     | 0,6         | ?          | ?          | ?          | ?                         |         | ?         | 24        | 5          |
| 2017 | 5.065       | 884.280     | 0,6         | 3          | 3          |            | 1.688                     |         |           | 24        | 5          |
| 2019 | 5.130       | 895.775     | 0,6         | 2          | 2          |            | 2.565                     |         |           | 29        | 5          |
| 2021 | 5.262       | 919.200     | 0,6         | 5          | 5          |            | 1.052                     | 1       |           | 21        | 5          |